# HMS Yarmouth (F101)
Pour les articles homonymes, voir HMS Yarmouth.
Le HMS Yarmouth est une frégate de classe Rothesay (en) de la Royal Navy.

## Histoire
Le Yarmouth est le navire de commandement de la 20e escadre de frégates de 1961 à 1966.
Le 13 juillet 1965, il entre en collision avec le sous-marin Tiptoe, au sud-est de Portland Bill. Le sous-marin doit être réparé à Cammell Laird. En mai 1966, la frégate connaît une longue rénovation et modernisation à Portsmouth Dockyard. Les principales modifications consistent à construire un hangar et un poste de pilotage pour un hélicoptère Wasp et à équiper des missiles antiaériens Sea Cat. Elle est transférée à la Western Fleet en octobre 1968 puis à l'Eastern Fleet.
En avril 1970, alors qu'elle patrouille à Beira, elle est détournée un long moment au large de Beira au Mozambique pour le sauvetage d'Apollo 13. Les communications dans l'océan Indien sont très pauvres. Les instructions de récupération sont envoyées de Houston à Halifax, en Nouvelle-Écosse, où la Marine royale du Canada les envoie par morse au navire.
En mars 1976, au cours de la troisième guerre de la morue, le Yarmouth est éperonné et lourdement endommagé à la proue par la canonnière islandaise Baldur. Il doit s'éloigner de la zone de patrouille, assisté par le remorqueur Rollicker du Royal Maritime Auxiliary Service. Il est réparé au Chatham Dockyard. Les graves dommages et la pression sur le budget de la défense poussent la Royal Navy à offrir le HMS Yarmouth maintenant à la Royal New Zealand Navy qui refuse à cause de l'âge du navire et parce qu'il est différent d'une frégate de classe Leander.
La Royal Navy conserve le Yarmouth. Il sert lors de la guerre des Malouines. Il effectue une variété de tâches, notamment des bombardements côtiers, des patrouilles anti-sous-marines, des opérations secrètes et l'escorte de navires marchands à destination et en provenance des îles. Dans les premières heures du 23 mai 1982, avec le Brilliant, il intercepte et pilonne le navire de défense côtière argentin Monsunen à l'ouest de l'île Lively ; pour ne pas être capturé, le navire argentin s'échoue.
Après les débarquements à Port San Carlos (opération Sutton), il assure la défense aérienne pendant la bataille pour les navires de débarquement. Le 25 mai, il abat un Douglas A-4 Skyhawk (C-319), piloté par Teniente Tomás Lucero, avec son système de missiles Sea Cat. Lucero s'éjecte et est récupéré par le Fearless. Le 13 et 14 juin, le Yarmouth et l'Active tirent sur les positions argentines lors de la bataille de Mount Tumbledown. Il tire plus de 1 000 obus des canons de 4,5 pouces, la plupart pendant le bombardement côtier, et 58 obus de mortier anti-sous-marin Limbo.
Après la capitulation argentine, le Yarmouth, l'Endurance, le RFA Olmeda et le navire de défense côtière Salvageman vont vers les îles Sandwich du Sud où l'Argentine a établi une base sur l'île Thule depuis 1976. Après une démonstration des canons du Yarmouth, les dix militaires argentins se rendent.
Avant le départ de Thulé, le Yarmouth est ravitaillé le 21 juin par l'Olmeda, ce qui constitue le ravitaillement le plus méridional de la Royal Navy.
La frégate est retirée du service en 1986 puis est remorquée dans l'Atlantique Nord et coulée en tant que cible d'exercice par le Manchester le 16 juin 1987.

## Commandement
| De   | À    | Capitaine                         |
| ---- | ---- | --------------------------------- |
| 1961 | 1963 | Capitaine Denis Jermain RN        |
| 1963 | 1964 | Capitaine E Gerard N Mansfield RN |
| 1964 | 1966 | Capitaine Anthony Morton RN       |
| 1969 | 1971 | Commandement R W F Gerken RN      |
| 1971 | 1971 | Commandement C J Nicholl RN       |
| 1971 | 1972 | Commandement D R W Cowling RN     |
| 1972 | 1973 | Commandement RJF Turner RN        |
| 1973 | 1976 | Commandement IW Powe RN           |